# 威廉姆斯維爾 (特拉華州蘇塞克斯縣)
威廉姆斯維爾（英語：Williamsville）是位於美國特拉華州蘇塞克斯縣的一個非建制地區。該地的面積和人口皆未知。

## 地理
威廉姆斯維爾的座標為38°27′36″N 75°08′00″W / 38.46000°N 75.13333°W，而該地的平均海拔高度為9米（即30英尺）。